# Нижне-Чирский район
Нижне-Чирский район — административно-территориальная единица в составе Нижне-Волжского, Сталинградского краёв, Сталинградской, Каменской и Волгоградской областей, существовавшая в 1928—1963 годах. Центр — станица Нижне-Чирская.
Нижне-Чирский район был образован в составе Сталинградского округа Нижне-Волжского края 12 июля 1928 года. 23 июля 1930 года окружная система в СССР была ликвидирована и Нижне-Чирский район перешёл в прямое подчинение Нижне-Волжского края.
10 января 1934 года Нижне-Чирский район был включён в Сталинградский край.
29 января 1935 года часть территории Нижне-Чирского района была передана в Тормосиновский, Чернышковский, Кагановичский и Верхне-Курмоярский районы.
5 декабря 1936 года Нижне-Чирский район вошёл в Сталинградскую область.
6 января 1954 года Нижне-Чирский район был передан в Каменскую область, но уже 19 ноября 1957 года возвращён в Сталинградскую область.
7 февраля 1963 года Нижне-Чирский район был упразднён, а его территория вошла в Суровикинский район.
Во время Сталинградской битвы на территории Нижне-Чирского района действовал партизанский отряд «За Родину» под руководством Павла Тимофеевича Воскобойникова. Самым известным бойцом отряда является Клавдия Панчишкина увековеченная мемориальной плитой на Мамаевом кургане.

## Население
| Народ    | 1939 год чел  |
| -------- | ------------- |
| Русские  | 26 342 (93 %) |
| Казахи   | 521 (1,8 %)   |
| Украинцы | 363 (1,3 %)   |
| Татары   | 361 (1,3 %)   |
| Калмыки  | 350 (1,2 %)   |
| Другие   | 711           |
| Всего    | 28 298        |